# Grid.org
Grid.org – zbiór kilkunastu projektów internetowych, wykorzystujących zasadę obliczeń rozproszonych, które polegają na wykorzystywaniu mocy obliczeniowej komputerów wolontariuszy w celu wykonania obliczeń potrzebnych do rozwiązania rozmaitych problemów biomedycznych. Powstał w kwietniu 2001 roku pod nazwą United Devices. Projekt oficjalnie zakończył działalność 27 kwietnia 2007 roku.
Grid.org był jednocześnie instytucją koordynującą te projekty. Działała ona wykorzystując infrastrukturę firmy United Devices. Większość projektów była nadzorowana przez Wydział Biochemii Uniwersytetu Oksfordzkiego oraz amerykański  National Foundation for Cancer Research.
Uczestniczenie w projektach działających w ramach grid.org polegało na ściągnięciu programu, tzw. klienta systemu grid.org, działającego w tle lub jako wygaszacz ekranu, zainstalowaniu go na własnym komputerze, podłączonym do internetu i obserwowaniu efektów jego działania. Programy te wykonywały intensywne obliczenia, w czasie gdy komputer nie był użytkowany, obrazując w efektowny sposób ich postęp na ekranie.
Aby uczestniczyć w projekcie nie był konieczny stały dostęp do internetu. Po ściągnięciu porcji danych, zwykle około 800kb, program samodzielnie ją przetwarzał. Po zakończeniu obliczeń, co trwało zwykle od kilku do kilkudziesięciu godzin, klient oczekiwał na pierwsze połączenie z internetem, w czasie którego wysyłał swoje wyniki i pobierał kolejną próbkę do obliczeń.
Projekt zawierał wiele elementów integrujących społeczność wolontariuszy. Tak zwany Member Services, na które składał się panel użytkownika, panel drużyn, a w nich dokładne statystyki z poszczególnych komputerów przyłączonych do projektu, możliwość łączenia użytkowników w zespoły, ranking użytkowników indywidualnych oraz zespołów, rozbudowane angielskojęzyczne forum.
Przykładowy raport z Member Statistics:

```
Total CPU Time (y:d:h:m:s) (Rank)  – 11:237:03:13:08 (# 3,234)
Points Generated (Rank)            – 1,059,757 (#7,773)
Results Returned (Rank)            – 12,997 (#2,074)
```

## Projekty
- Projekt Anthrax – jego celem było wstępne wyselekcjonowanie kilkuset tysięcy spośród ok. 3,7 miliarda modeli cząsteczek związków chemicznych, mogących mieć potencjalne właściwości biobójcze w stosunku do złośliwych postaci wąglika. Projekt skończył się pełnym sukcesem już po 24 dniach od jego uruchomienia. Wyselekcjonowano ok. 500 000 cząsteczek, które były następnie bardziej szczegółowo analizowane poza projektem grid.org.
- Projekt HMMER – wykorzystywał on moc obliczeniową komputerów wolontariuszy w celu wyszukiwania w ludzkim kodzie genetycznym sekwencji nukleotydów DNA, które są potencjalnymi "markerami" miejsc, w których zaczynają się uszkodzenia kodu powodujące choroby genetyczne. Projekt HMMER nie przyniósł jednak oczekiwanych rezultatów i został zarzucony.
- PatriotGrid – mocno kontrowersyjny projekt, który posługując się metodami użytymi do znalezienia leku na wąglika, starał się znaleźć antybiotyki działające na bakterie i wirusy, które mogą być potencjalnie użyte jako broń biologiczna. Osoby przystępujące do projektu nie były informowane na jakie konkretnie bakterie i wirusy będą za ich pomocą wyszukiwane leki, gdyż lista potencjalnych bakterii i wirusów, co do których sądzi się, że mogą być użyte jako broń biologiczna, jest tajna.
- Smallpox Research – poszukiwanie skutecznego leku na nowe mutacje Ospy prawdziwej (zwanej też czarną), które mogą pojawiać się zarówno naturalnie jak i na skutek badań nad bronią biologiczną. Obliczenia w ramach grid.org zakończyły się 11 marca 2004, ale projekt nie został jeszcze oficjalnie zamknięty.
- Cancer Resarch – poszukiwanie skutecznych leków na rozmaite formy nowotworów. W ramach projektu testowano skuteczność mechanizmu blokowania tworzenia białek charakterystycznych dla komórek nowotworowych, przez zbiór ok. 4 miliardów związków chemicznych, po to aby wyselekcjonować najbardziej obiecujące. Aktualnie (grudzień 2003) projekt znajduje się pod koniec II fazy – wyboru ok. 1 miliona potencjalnie najbardziej obiecujących związków.